# Stadtautobahn Tokio 3
Die Stadtautobahn Tokio 3, Shibuya-Linie (jap. 首都高速3号渋谷線, shuto kōsoku 3-gō Shibuya-sen, engl. Shuto Expressway Route 3) ist eine knapp 12 km lange Autobahnstrecke im Osten der japanischen Präfektur Tokio. Die Strecke der Stadtautobahn Tokio führt vom südlichen Zentrum der Hauptstadt Tokio, wo sie an den inneren Ring angeschlossen ist, in den Südwesten: Sie beginnt im Bezirk Minato und verläuft dann durch die Bezirke Shibuya, Meguro und Setagaya. Nach der Anschlussstelle Yōga geht sie am Tōkyō Interchange in die Tōmei-Autobahn über. Vom Beginn in Roppongi bis in den Stadtteil Shibuya verläuft sie über der Roppongi-dōri, danach fast bis zum Ende über der Tamagawa-dōri (Nationalstraße 246).
Das erste Teilstück wurde 1964 im Bezirk Shibuya zwischen einer provisorischen Anschlussstelle in Shibuya 4-chōme und der Anschlussstelle Shibuya in Shinsenchō/Nampeidaichō fertiggestellt. 1967 wurde das Teilstück bis zur Tanimachi Junction eröffnet, dem Anschluss an den inneren Ring, der im gleichen Jahr geschlossen wurde. Der Westteil bis Yōga, der das Stadtautobahnnetz mit der Tōmei-Autobahn verband, wurde 1971 dem Verkehr übergeben. 2010 eröffnete die Ōhashi Junction in Ōhashi im Bezirk Meguro, sie schließt den im Bau befindlichen mittleren Ring an, der in diesem Bereich meist unterirdisch unter der Yamate-dōri verläuft.
In Yōga im Bezirk Setagaya nutzten 2005 täglich rund 98.000 Fahrzeuge die Autobahn.